# Erdbeben-Stelenwald von Xichang
Der Erdbeben-Stelenwald von Xichang (chinesisch 西昌地震碑林, Pinyin Xīchāng dìzhèn bēilín, englisch Xichang Earthquake Stele Forest) ist eine Sammlung von Stelen in der Stadt Xichang, der Hauptstadt des Autonomen Bezirks Liangshan der Yi in der Provinz Sichuan der Volksrepublik China, auf denen Daten zu historischen Erdbeben verzeichnet sind.

## Der Stelenwald
Der Stelenwald befindet sich im Süden der Stadt auf dem Berg Lushan (泸山) im buddhistischen Guangfu-Tempel (光福寺) und umfasst über 100 Stück. Auf den Stelen sind die Umstände großer Erdbeben verzeichnet, die in Xichang (西昌), Mianning (冕宁), Ganluo (甘洛) und Ningnan (宁南) des Autonomen Bezirks Liangshan der Yi aufgetreten sind, Erdbeben aus den Jahren 1536 (15. Jahr der Jiajing-Ära der Ming-Dynastie), 1732 (10. Jahr der Yongzheng-Ära der Qing-Dynastie) 1850 (30. Jahr der Daoguang-Ära der Qing-Dynastie). Es sind darauf die Zeit, Vorbeben, Hauptbeben, Nachbeben, Stärke, Ausmaß, Verluste und Verletzungen bei Mensch und Tier, Gebäudezerstörungen etc. verzeichnet. Die in Xichang gelegene, nach den Flüssen Anning He (安宁河) und Zemu He (则木河) benannte Anninghe-Zemuhe-Verwerfungszone (安宁河、则木河断裂带) ist ein Gebiet des chinesischen Südwestens, das häufig von Erdbeben betroffen wird.
Der Stelenwald steht auf der Liste der Denkmäler der Provinz Sichuan und wird neben dem Stelenwald von Xi’an in der Provinz Shaanxi (西安碑林), dem Stelenwald des Konfuziustempels von Qufu in Shandong (孔庙碑林) und dem Dananmen-Stelenwald (大南门碑林) in Tainan auf Taiwan zu den vier großen chinesischen Stelenwäldern gezählt.